# Templos budistas do Japão

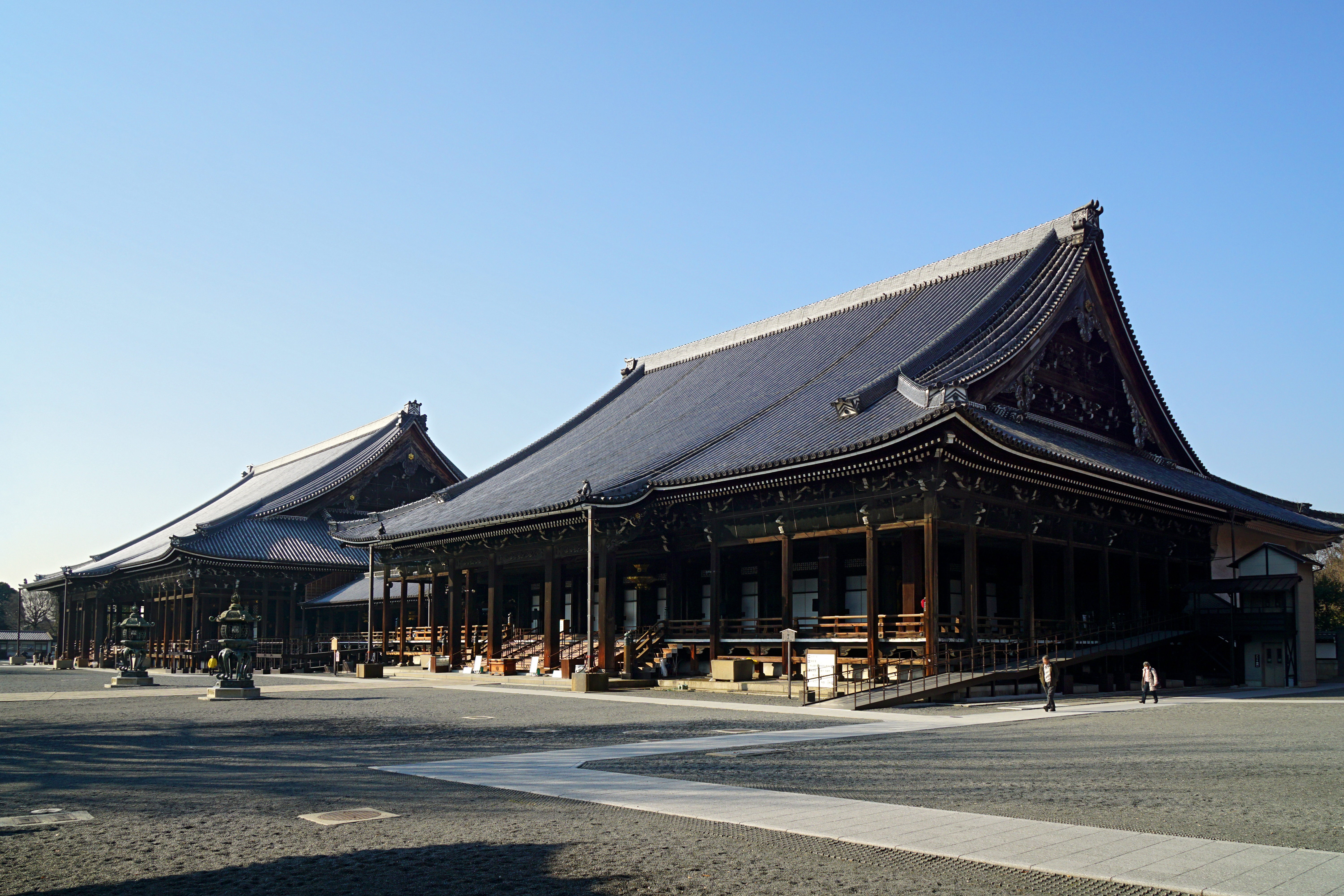
O Amidadō ("Salão Principal") do templo Nishi Hongan-ji, em Kyoto, no Japão

Os templos budistas, assim como os santuários xintoístas, são os mais numerosos, famosos e importantes edifícios religiosos no Japão. Como no caso de um santuário xintoísta, um templo budista não é primariamente um local de culto: seus edifícios mais importantes são utilizados para a guarda de objetos sagrados e não são acessíveis aos fiéis.